# Rio Apold
O Rio Apold é um rio da Romênia afluente do rio Secaş, localizado no distrito de Sibiu.